# Brazatortas
Brazatortas es un municipio y localidad española de la provincia de Ciudad Real, en la comunidad autónoma de Castilla-La Mancha. El término tiene una población de 1001 habitantes (INE 2024). Fue propiedad de la Orden de Calatrava.

## Toponimia
Su nombre es un hidrónimo que viene del norte con la repoblación medieval, formado por 2 partes:1.ª- Braza o Abraza: palabra prerromana que, si se la deriva de ber-aza o bar-aza, significaría 'valle de río' o 'vega amplia'...-(Ver Brazacorta-BURGOS)-, en este caso referido al río Ojailén...-; y, si se la deriva de abr(a-a)za, 'portillo' o 'valle amplio'....Y 2ª- Tortas: Palabra latina y prelatina-( de "tortus,-a, -um = torcido/a)-, referente, sin duda, a las curvas o meandros del valle del río.

## Geografía
Integrado en la comarca del Valle de Alcudia, se sitúa a 61 km de la capital provincial. Su término dividido en tres partes, el núcleo principal que comprende el pueblo y la barriada de la Estación, el anejo de Navavacas al noroeste y el de La Garganta al suroeste. La superficie del término municipal es de 271 km². 
Su relieve viene marcado por la alternancia de sierras y valles, modelados de manera desigual a lo largo del tiempo. En su vertiente norte, en uno de los enclaves, toca ligeramente la depresión del río Tirteafuera, pero es la sierra de la Graja (964 m) el mayor exponente serrano de esta parte. A continuación se encuentra el valle del río Valdeazogues, cerrando este enclave por el sur la unidad natural de la Sierra Norte de Alcudia. En la parte del término municipal que incluye la localidad de Brazatortas se encuentran, de norte a sur, la sierra del Talaverano (884 m), el valle del río Ojailén (precursor del río Jándula), con humedales como la laguna de Retamar y el embalse de Carboneras, y la sierra de Cabezarrubio, integrada en la unidad natural de la Sierra Norte de Alcudia que en este sector tiene una altura máxima de 988 m en el pico Navalcaballo. A continuación se extiende el valle de Alcudia, de orografía suave y una altitud en torno a los 700 m que recoge en su parte central al río Tablillas. Sirviendo de límite sur entre esta parte del término municipal y el enclave de La Garganta, se alza la unidad natural de la Sierra Sur de Alcudia, con elevaciones de notable consideración como la sierra del Rey (Morro de Atalaya, 1174 m) y la sierra de la Umbría de Alcudia (Chorreras, 1096 m). Después aparece el valle del río Montoro, que cuenta con un microclima característico que alberga una masa continua y adehesada de quejigos. Luego se pasa a la zona más agreste y montuosa del municipio, el macizo de Sierra Madrona, con los puntos más altos de estas latitudes en la sierra del Nacedero (1197 m) y la Sierra de la Garganta (Peña Rodrigo, 1267 m). Por último, y dentro del enclave de La Garganta, está el pie de monte de La Garganta, que posee dentro de la finca diversos pantanos, incluidos dentro de la cuenca hidrográfica del Guadiana, al igual que el río Guadalmez, cierre meridional del término municipal de Brazatortas.
La altitud del municipio oscila entre los 1267 m (Peña Rodrigo) y los 630 m en el valle del río Tablillas. El pueblo se alza a 729 m sobre el nivel del mar. 
| Noroeste: Almodóvar del Campo | Norte: Almodóvar del Campo                   | Noreste: Almodóvar del Campo                               |
| Oeste: Almodóvar del Campo    |                                              | Este: Puertollano, Cabezarrubias del Puerto y Fuencaliente |
| Suroeste: Conquista (Córdoba) | Sur: Conquista (Córdoba) y Cardeña (Córdoba) | Sureste: Fuencaliente                                      |

## Historia
Los primeros restos se remontan a la Edad del Cobre atestiguados en el yacimiento arqueológico Cruz de Mayo. En el lugar se encontraron grandes cantidades de industria lítica, cerámicas y otros enseres datados aproximadamente hace 4000 años. Encima de estos restos, los conquistadores romanos, edificaron una fortificación de carácter militar, con la misión de proteger la entrada al valle de Alcudia. En la actualidad este yacimiento continúa siendo objeto de excavación arqueológica.

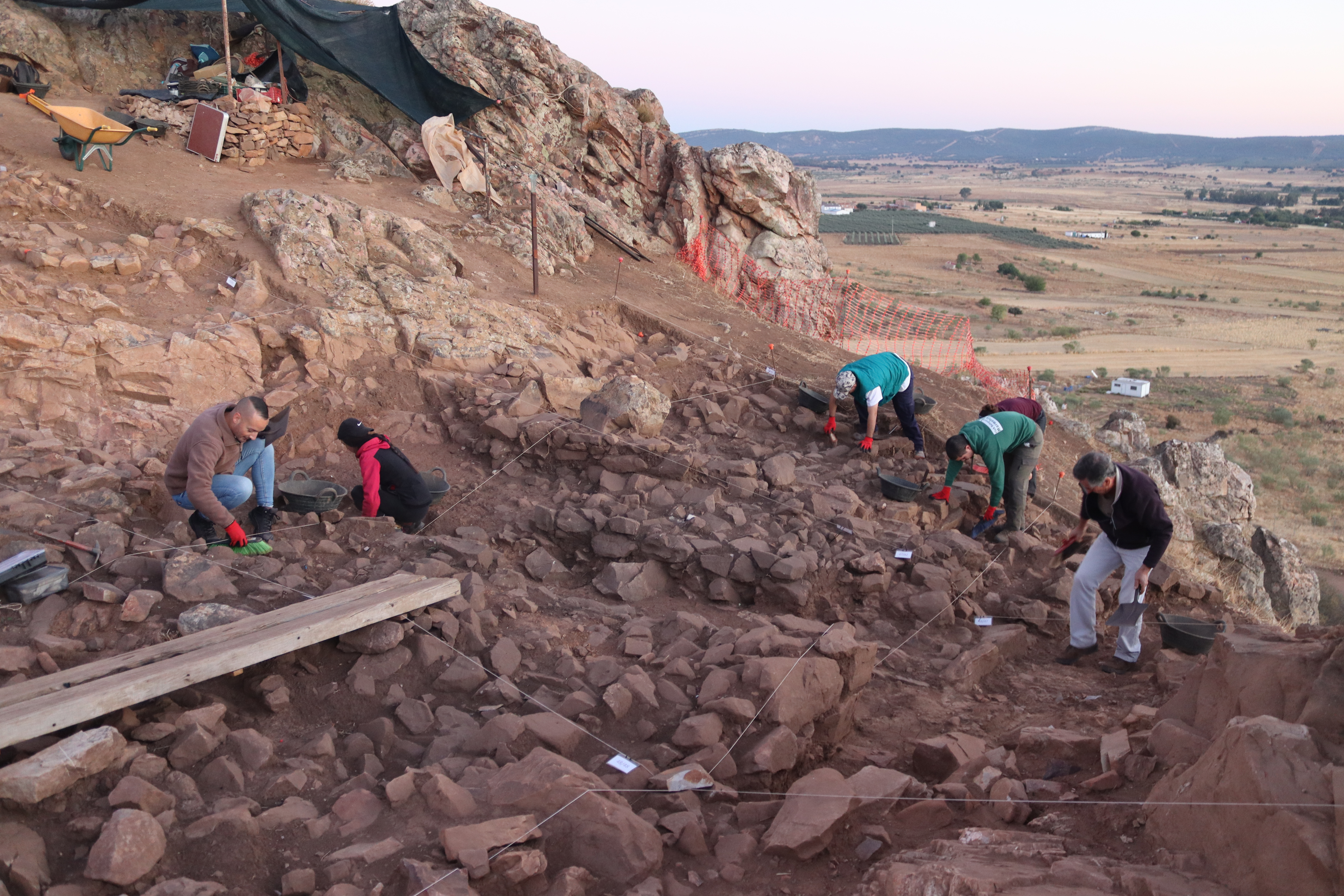
Proceso de excavación arqueológica en Cruz de Mayo.

A mediados del siglo XIX, el lugar contaba con una población censada de 1105 habitantes. La localidad aparece descrita en el cuarto volumen del Diccionario geográfico-estadístico-histórico de España y sus posesiones de Ultramar de Pascual Madoz de la siguiente manera:

BRAZATORTAS: l. con ayunt. de. la prov. de Ciudad-Real (8 leg.), part. jud. de Almodóvar del Campo (2), aud. terr. de Albacete (30), dióc. do Toledo (26), c. g. de Castilla la Nueva (Madrid 28): sit. entre montañas, es de clima frio, reinan los vientos del O. y se padecen catarrales, reumas y epilepsias. Tiene 200 casas sin otro edificio mas que la igl., dedicada á San Ildefonso, aneja a la parr. de Puertollano, y está agregada á ella la ald. de Viñuela. Confina el térm. N. con el de Almodóvar; E. Retamar; S. Fuencaliente; O. Veredas, á dist. de media leg. á 1 por todos los puntos, y comprende el valle de su nombre de buena calidad, dividido del de la Alcudia por una de sus muchas sierras y montañas cubiertas de matorrales y peñascos; le baña al N. un pequeño arroyo, y el terreno es de inferior calidad; los caminos son mas bien veredas que, conducen á los pueblos inmediatos: el correo se recibe en Almodóvar por baligero. prod.: pocos cereales, se mantiene algun ganado cabrio y vacuno, y se cria mucha caza mayor y menor. pobl.: 221 vec., 1,105 alm. cap. imp.: 122,190 rs. contr.: por todos conceptos 12,609 rs. 23 mrs.
(Madoz, 1846, p. 434)

## Demografía
Brazatortas cuenta con una población de 1001 habitantes (INE 2024).
| Gráfica de evolución demográfica de Brazatortas entre 1842 y 2021                                                   |
| |
| Población de derecho según los censos de población del INE Población de hecho según los censos de población del INE |

## Transportes
El término municipal está atravesado por la carretera nacional N-420 entre los pK 116-121 y 129-147, además de por las carreteras autonómicas CM-4202, que conecta con Alamillo, y CM-4115, que conecta con Almodóvar del Campo. La carretera nacional N-420 cruza dos puertos de montaña, el puerto de Niefla (919 m) en la Sierra de la Umbría de Alcudia, y el puerto Pulido (857 m) en la Sierra Norte de Alcudia. 

## Fiestas
- San Isidro Labrador: 15 de mayo.
- Fiestas en honor a la Divina Pastora, patrona del barrio de la Estación, que tienen lugar el último fin de semana de mayo.
- Fiestas patronales: 14 de septiembre en honor al Cristo de Orense, patrón de Brazatortas.

## Administración y política
- 24 de mayo de 2015

Corporación Municipal formada por 9 concejales.
Resultados:
- Partido Popular: 77,31 % (586 votos), 7 concejales.
- PSOE: 22,30 % (169 votos), 2 concejales.

- 27 de mayo de 2007

Corporación Municipal formada por 9 concejales.
Resultados:
- Partido Popular: 68,09 % (542 votos), 6 concejales.
- PSOE: 30,40 % (242 votos), 3 concejales.